# Kempische Wandeldagen
De Internationale Kempische Wandeldagen vormen een jaarlijks wandelevenement in de Nederlandse plaats Geldrop. De dagen worden vanaf 1983 door wandelsportvereniging OLAT georganiseerd op de eerste vrijdag, zaterdag en zondag van augustus.
De wandeldriedaagse trekt elk jaar ca. 1500 deelnemers vanuit diverse landen. Voor de wandelaars is een speciale kampeerplaats ingericht voor tenten en caravans en de mogelijkheid om in een sporthal te overnachten.
De wandelingen gaan door de natuurgebieden om Geldrop met als etappeplaatsen Lierop, Heeze en Nuenen.